# Blauwe coua
De blauwe coua (Coua caerulea) is een vogel uit de familie Cuculidae (koekoeken).

## Verspreiding en leefgebied
Deze soort is endemisch in noordwestelijk en oostelijk Madagaskar.